# Guy Antoune
Guy Antoune, né le 27 août 1917 à Eysines où il meurt le 7 janvier 2011, est un homme politique français.

## Biographie
Il est maire d'Eysines de 1970 à 1977.